# Polskie korporacje akademickie
Polskie korporacje akademickie – korporacje studenckie działające w Polsce lub środowiskach polskich za granicą, różniące się od ogółu europejskich korporacji nawiązaniem do tradycji filomatów i filaretów oraz polskiej tradycji niepodległościowej. Cechą wyróżniającą polskie korporacje akademickie jest też specyficzna ideologia; organizacje te upatrują cel swego istnienia w służbie państwu polskiemu i narodowi polskiemu. W ich szeregi przyjmowani byli Polacy, co odróżnia je od korporacji mniejszości narodowych działających w Polsce.

## Historia
Pierwsi polscy studenci zrzeszali się w korporacjach akademickich na zachodzie jeszcze w XVII wieku, dokąd polska młodzież szlachecka wyruszała kształcić się. Z biegiem czasu „moda” ta została przeniesiona w rodzime strony, jednak w wyniku rozbiorów nabrało to odmiennego znaczenia. Otóż Polacy w większości przypadków studiowali na uniwersytetach zaborców, a zrzeszanie się miało charakter ochrony rodzimego języka i kultury. Najstarszymi polskimi korporacjami studenckimi były Polonia założona w 1816 roku we Wrocławiu oraz bliźniacza Polonia utworzona w 1818 roku w Berlinie.
Duże i znaczące korporacje powstawały na gruncie tradycji Filomatów i Filaretów. W tym duchu powstał w 1828 roku w Dorpacie Konwent Polonia, który nieprzerwanie działa do dziś w Sopocie.
W następnych latach powstawało wiele innych korporacji (np. Arkonia, Welecja, Lechicja, Lutyko-Wenedya, Sarmatia, Jagiellonia), ale największy ich rozkwit przypada na okres międzywojenny, kiedy to kształtowało się młode państwo polskie. Proces ten gwałtownie przerwała druga wojna światowa, w czasie której bardzo wielu korporantów zginęło. Do roku 1989 działalność polskich korporacji akademickich była zakazana.
Po powstaniu III Rzeczypospolitej rozpoczął się proces reaktywacji wielu przedwojennych korporacji studenckich przy czynnym udziale ich przedwojennych członków oraz tworzenia całkiem nowych stowarzyszeń.

## Lista polskich korporacji akademickich
Poniższa lista zawiera polskie korporacje akademickie działające obecnie w Polsce, a także te, które przed wojną należały do Związku Korporacji Akademickich i nie zostały reaktywowane. Są one uszeregowane zgodnie z nazwami miast, w których działają, i roku, w którym zostały założone.

### Niereaktywowane korporacje zZPKA
Lista ta nie zawiera korporacji niereaktywowanych, nienależących przed wojną do ZPKA. Polskie korporacje akademickie lub stowarzyszenia parakorporacyjne były zrzeszone w kilku innych związkach. Były także korporacje niezrzeszone (nienależące do żadnego związku).
W liście tej uwzględniono wszystkie korporacje, które w jakikolwiek sposób były związane z Związkiem Polskich Korporacji Akademickich, w tym także te, które tylko do niego kandydowały.

#### Warszawa
- Patria, 1921, Warszawa
- Unia, 1921, Warszawa
- Concordia Varsoviensis, 1921, Warszawa
- Varsovia, 1922, Warszawa
- Chrobatia, 1922, Warszawa
- Sparta, 1922, Warszawa
- Audacja, 1922, Warszawa
- Grunwaldia, 1922, Warszawa
- Regia, 1924, Warszawa
- Legetia, 1924, Warszawa
- Virtutia, 1925, Warszawa
- Filomatia, 1925, Warszawa
- Ostoja, 1926, Warszawa
- Maritimia, 1926, Warszawa
- Maltania, 1926, Warszawa
- Mesconia, 1927, Warszawa
- Vigintia, 1927, Warszawa
- Filalethea, 1927, Warszawa
- Wandea, 1927, Warszawa
- Nationalitas, 1928, Warszawa
- Montania, 1928, Warszawa
- Aleteja. 1930, Warszawa
- Carpatia, 1930, Warszawa
- Juventia, 1935, Warszawa

#### Poznań
- Posnania, 1921, Poznań

- Silesia, 1922, Poznań
- Corona, 1922, Poznań
- Helionia, 1923, Poznań
- Legia, 1924, Poznań
- Filomatia Posnaniensis, 1925, Poznań
- Laconia, 1927, Poznań
- Mercuria, 1927, Poznań
- Slensania, 1927, Poznań
- Quiritia, 1927, Poznań
- Primislavia, 1927, Poznań
- Viritia, 1931, Poznań
- Demetria, 1931, Poznań
- Aesculapia, 1931, Poznań
- Icaria, 1932, Poznań
- Gdynia, 1932, Poznań
- Gedania Posnaniensis, 1932, Poznań
- Odra, 1937, Poznań

#### Kraków[12]
- Gnomia, 1924, Kraków
- Akropolia, 1924, Kraków
- Lauda, 1924, Kraków
- Montana, 1925, Kraków
- Praetoria, 1925, Kraków
- Vavelia, 1927, Kraków
- Capitolia, 1927, Kraków
- Gildia, 1929, Kraków
- Palestra, 1929, Kraków
- Vesalia, 1929, Kraków
- Vratislavia, 1934, Kraków
- Silingia, 1936, Kraków
- Do Związku Polskich Korporacji Akademickich krótko należały jeszcze dwie inne krakowskie korporacje: Patritia założona w 1929, która jako członek nadzwyczajny należała do Związku do 1931 roku[13] i Constantia z roku 1935, która nie wyszła poza okres kandydacki[14].

#### Lwów
W liście tej uwzględniono wszystkie niereaktywowane korporacje, które w jakikolwiek sposób były związane ze Związkiem Polskich Korporacji Akademickich.
- Lutyco-Venedya, 1884, Dorpat
- Lutycja
- Leopolia, 1923, Lwów
- Znicz, 1924, Lwów
- Gasconia, 1924, Lwów
- Scythia, 1924, Lwów
- Aquitania, 1925, Lwów
- Aragonia, 1926, Lwów
- Zagończyk, 1926, Lwów
- Obotritia, 1927, Lwów
- Roxolania, 1927, Lwów
- Promethea, 1929, Lwów
- Tytania, 1929, Lwów
- Bellona, 1930, Lwów
- Avanguardia, 1930, Lwów
- Silvania, 1931, Lwów
- Śląsk, 1932, Lwów

Korporacje Chrześcijańskie we Lwowie:
- Orlęta, 1928, Lwów
- Szczerbiec, 1928 – 1935, Lwów
- Icaria, 1928 – 1934, Lwów
- Swentowid, 1928 – 1934, Lwów
- Constantia Leopoliensis, 1929 – 1937, Lwów

Lwów w okresie międzywojennym był trzecim co do wielkości ośrodkiem akademickim w Polsce. Tutaj działał Uniwersytet Lwowski utworzony przez króla Jana Kazimierza w 1661 roku oraz, Szkoła Politechniczna (od 1921 r. Politechnika Lwowska), Akademia Weterynaryjna i Wyższa Szkoła Handlu Zagranicznego.
W okresie międzywojennym we Lwowie istniało czterdzieści cztery korporacje, w większości skupione wokół Uniwersytetu Lwowskiego, Politechniki (min. Scythia, Tytania, Silvania, Osnova) i Akademii Medycyny Weterynaryjnej (Lutyco-Venedya, Korpus Zawiszy Czarnego, Lutycya).
Najstarszą polską korporacją Lwowa była Lutyco-Venedya, powstała w 1921 roku, na bazie dwóch dorpackich korporacji Lutycyi (istniejącej od 1884) oraz Venedyi (1907). Organizacja skupiała studentów i absolwentów z Instytutu Weterynaryjnego w Dorpacie. Kolejnymi korporacjami studenckimi były K! Leopolia oraz K! Znicz powstałe w 1923 roku.
Większość korporacji należały do ZPKA tworząc Lwowskie Koło Międzykorporacyjne. W tym okresie istniało we Lwowie siedemnaście korporacji związkowych: K! Lutyco-Venedya, K! Lutycya, Leopolia (1923), K! Znicz (1924), K! Gasconia (1924), K! Scythia (1924), K! Aquitania, K! Aragonia, K! Zagończyk (1926), K! Obotritia (1927), K! Roxolania, K! Cresovia Leopoliensis, K! Tytania (1929), K! Avanguardia, K! Silvania, K! Śląsk, K! Slavia (1932). Przez krótki czas do ZPK!A należały (jako korporacje kandydujące) także dwie inne korporacje: Promethea, 1929 i Bellona, 1930. W (1939) roku było ich czternaście – trzy K! Silvania, K! Avanguardia, K! Lutyco-Venedya przestały istnieć lub jak ostatnia nie należały do związku.

#### Wilno
- Polesia, 1925, Brześć nad Bugiem
- Vilnensia, 1925, Wilno
- Cresovia Vilnensis, 1927, Wilno
- Leonidania, 1927, Wilno
- Concordia Vilnensis, 1928, Wilno
- Filomatia Vilnensis, 1936, Wilno
- Batoria, 1924, Wilno

#### Lublin
- Hetmania, 1927, Lublin

#### Cieszyn
- Kujawja, 1919, Bydgoszcz

### Polskie korporacje poza przedwojennymi granicami kraju

#### Gdańsk
- Helania, 1922, Gdańsk
- Gedania, 1924, Gdańsk
- Rosevia, 1926, Gdańsk

#### Kowno
- Antevia, 1929, Kowno
- Znicz - korporacja żeńska, 1930, Kowno

#### Wiedeń
- Sobiescia, 1929, Wiedeń

### Korporacje po roku 1989[7]
Poniższa tabela zawiera wszystkie polskie korporacje akademickie powstałe lub reaktywowane po 1989 roku. Część korporacji po udanej reaktywacji zawiesiła jednak swoją działalność. Inne utraciły prawa polskiej korporacji akademickiej na mocy ustaleń I Kongresu Polskich Korporacji Akademickich.
| Siedziba | Nazwa korporacji | Data powstania                          | Miejsce powstania               |
| -------- | --- | --------------------------------------- | ------------------------------- |
| Gdańsk   | Z.A.G. Wisła Lauda | 1913 1928                               | Gdańsk Kowno                    |
| Katowice | Silesia Superior | 2018                                    | Katowice                        |
| Kraków   | Corolla Arcadia Akropolia Cracoviensis | 1922 1924 2013                          | Kraków                          |
| Lublin   | Concordia (zawiesiła działalność) Astrea Lublinensis | 1922 2013                               | Lublin                          |
| Łódź     | Giedyminia Ostrogiensis | 2018                                    | Łódź                            |
| Olsztyn  | Jagiellonia Varmiensis (zawiesiła działalność) | 2005                                    | Olsztyn                         |
| Opole    | Silesia Opolensis (zawiesiła działalność) | 2004                                    | Opole                           |
| Poznań   | Magna Polonia Lechia Chrobria Baltia Surma Masovia Hermesia Roma                                                                                         | 1920 1921 1924 1926 1927                | Poznań                          |
| Sopot    | Konwent Polonia | 1828                                    | Dorpat                          |
| Szczecin | Ventusia | 2017                                    | Szczecin                        |
| Toruń    | Kujawja Batoria (zawiesiła działalność) | 1919 1922                               | Bydgoszcz Wilno                 |
| Warszawa | Arkonia Welecja Lechicja (zawiesiła działalność) Sarmatia Aquilonia Respublica Coronia (zawiesiła działalność) Plateria Varsoviensis (korporacja żeńska) | 1879 1883 1897 1908 1915 1922 1922 2019 | Ryga Dorpat Petersburg Warszawa |
| Wrocław  | Cresovia Leopoliensis Slavia (zawiesiła działalność) Magna Polonia Vratislaviensis(działa jako związek filistrów)                                        | 1926 1932 1993                          | Lwów Wrocław                    |
| Łódź     | Jagielllonia | 1910                                    | Wiedeń                          |

## Korporacje mniejszości narodowych w Polsce
W Polsce działały korporacje akademickie kilku mniejszości narodowych.

### Korporacje żydowskie
Korporacje żydowskie były zakładane już przed I wojną światową i swoje siedziby miały nie tylko w ośrodkach akademickich, ale również w miejscowościach o większym skupisku ludności żydowskiej. W okresie dwudziestolecia międzywojennego istniało około 40 żydowskich korporacji akademickich podzielonych na trzy nurty: syjonistyczny, syjonistyczno-rewizjonistyczny oraz asymilancki. W 1930 roku korporacje te utworzyły Związek Akademickich Zrzeszeń Korporacji Syjonistycznych. W Krakowie istniała Żydowska Korporacja Akademicka Uniwersytetu Jagiellońskiego Emunah.

## Przedwojenne związki korporacji
- Związek Polskich Korporacji Akademickich
- Federacja Polskich Korporacji Akademickich
- Zjednoczenie Polskich Akademickich Korporacji Chrześcijańskich

## Obecnie działające związki korporacji
- Związek Polskich Korporacji Akademickich
- Poznańskie Koło Międzykorporacyjne

## Inne stowarzyszenia i instytucje korporacyjne
- Stowarzyszenie Filistrów Korporacji Akademickich, Poznań 1983 r.
- Stowarzyszenie Filistrów Polskich Korporacji Akademickich, Warszawa 1993 r.
- Archiwum Korporacyjne – Archiwum i Muzeum Polskich Korporacji Akademickich, Poznań 2001 r.
- Towarzystwo Tradycji Akademickiej, Warszawa 2007 r.
- Fundacja "Polskie Korporacje Akademickie", Poznań 2008 r.